# Boissettes
Boissettes est une commune française située dans le département de Seine-et-Marne en région Île-de-France.

## Géographie

### Localisation
Boissettes est située sur la rive droite de la Seine, à 4 km en aval de Melun.

### Communes limitrophes
Les communes avoisinant Boissettes sont Boissise-la-Bertrand (2,75 km), Dammarie-les-Lys (2,86 km), Le Mée-sur-Seine (2,97 km), Villiers-en-Bière (3,28 km), Boissise-le-Roi (4,56 km), Cesson (4,78 km), Vert-Saint-Denis (4,93 km), Melun (5,26 km), La Rochette (5,86 km) et Pringy (5,87 km).

### Géologie et relief
La commune est classée en zone de sismicité 1, correspondant à une sismicité très faible.

### Hydrographie

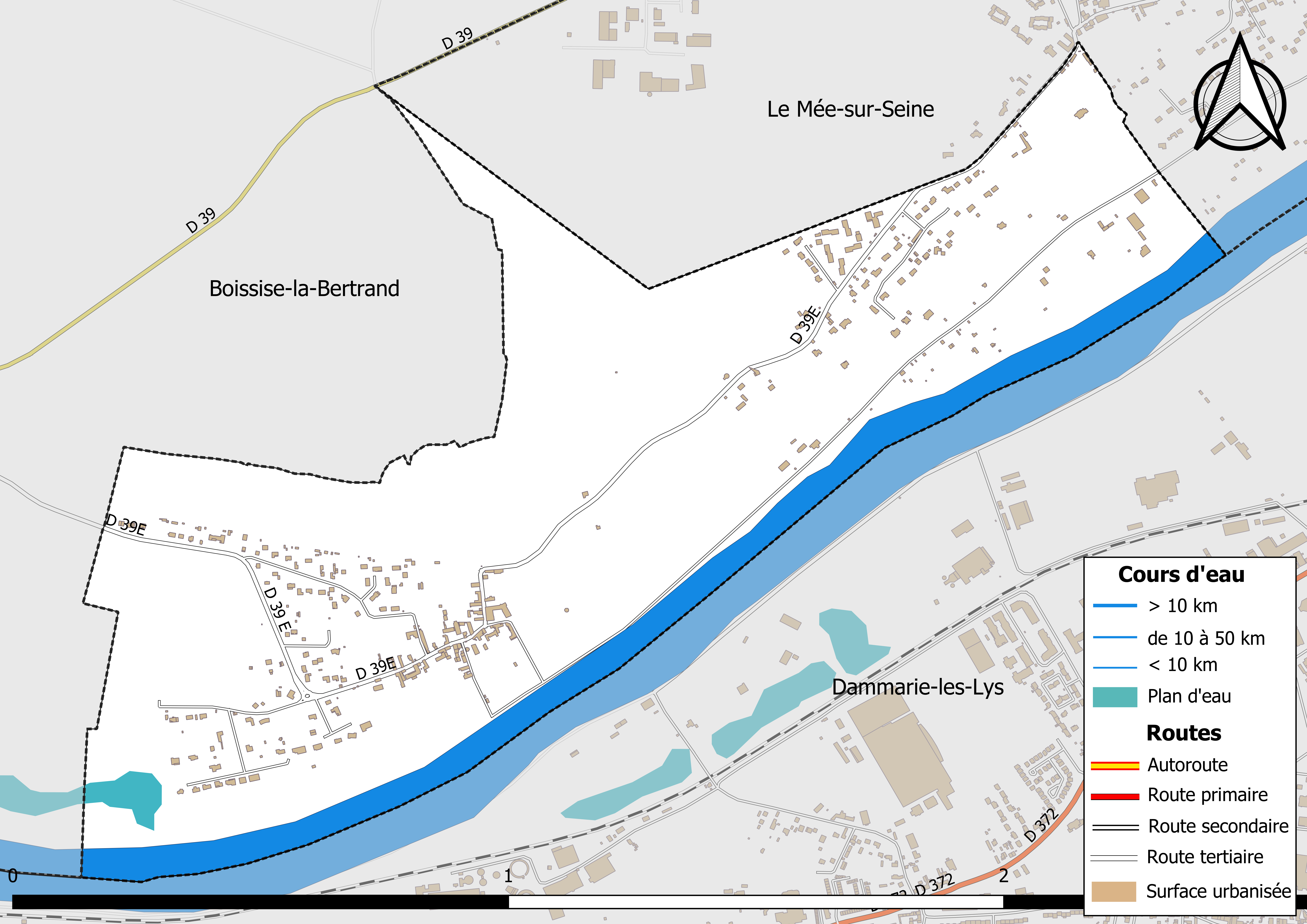
Carte des réseaux hydrographique et routier de Boissettes.

Le réseau hydrographique de la commune se compose d'un seul cours d'eau référencé : la Seine, fleuve long de 774,76 km.
Sa longueur totale sur la commune est de 2,69 km.

### Climat
Pour des articles plus généraux, voir Climat de l'Île-de-France et Climat de Seine-et-Marne.
En 2010, le climat de la commune est de type climat océanique dégradé des plaines du Centre et du Nord, selon une étude du CNRS s'appuyant sur une série de données couvrant la période 1971-2000. En 2020, Météo-France publie une typologie des climats de la France métropolitaine dans laquelle la commune est exposée à un climat océanique altéré et est dans la région climatique Sud-ouest du bassin Parisien, caractérisée par une faible pluviométrie, notamment au printemps (120 à 150 mm) et un hiver froid (3,5 °C).
Pour la période 1971-2000, la température annuelle moyenne est de 11,4 °C, avec une amplitude thermique annuelle de 15,5 °C. Le cumul annuel moyen de précipitations est de 696 mm, avec 10,6 jours de précipitations en janvier et 7,5 jours en juillet. Pour la période 1991-2020, la température moyenne annuelle observée sur la station météorologique la plus proche, située sur la commune de Seine-Port à 6 km à vol d'oiseau, est de 11,3 °C et le cumul annuel moyen de précipitations est de 673,1 mm,. Pour l'avenir, les paramètres climatiques de la commune estimés pour 2050 selon différents scénarios d'émission de gaz à effet de serre sont consultables sur un site dédié publié par Météo-France en novembre 2022.

### Milieux naturels et biodiversité

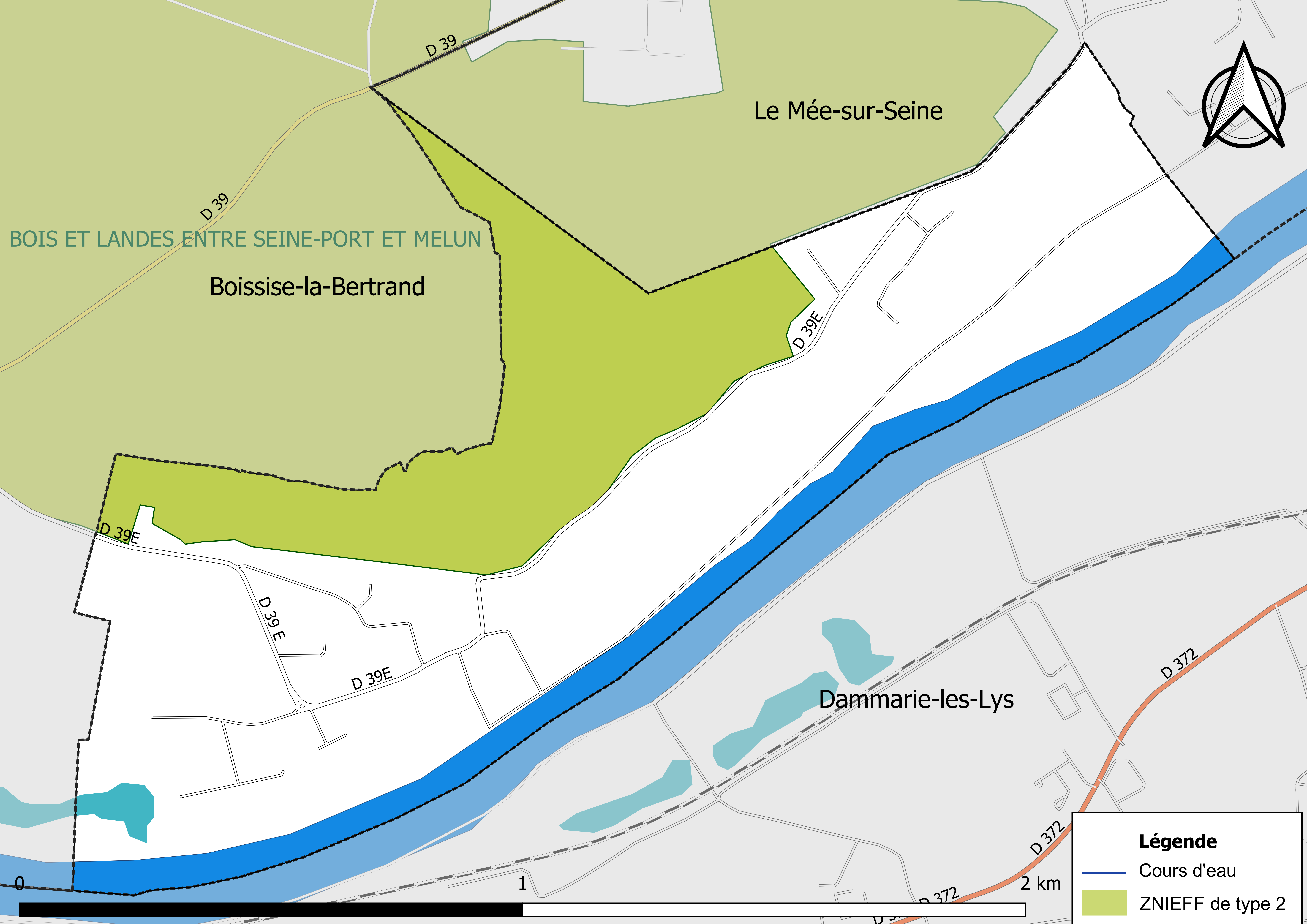
Carte des ZNIEFF de type 2 localisées sur la commune.

L’inventaire des zones naturelles d'intérêt écologique, faunistique et floristique (ZNIEFF) a pour objectif de réaliser une couverture des zones les plus intéressantes sur le plan écologique, essentiellement dans la perspective d’améliorer la connaissance du patrimoine naturel national et de fournir aux différents décideurs un outil d’aide à la prise en compte de l’environnement dans l’aménagement du territoire.
Le territoire communal de Boissettes comprend un ZNIEFF de type 2,, 
les « Bois et landes entre Seine-Port et Melun » (1 343,88 ha), couvrant 6 communes du département.

## Urbanisme

### Typologie
Au 1er janvier 2024, Boissettes est catégorisée commune rurale à habitat dispersé, selon la nouvelle grille communale de densité à sept niveaux définie par l'Insee en 2022.
Elle est située hors unité urbaine. Par ailleurs la commune fait partie de l'aire d'attraction de Paris, dont elle est une commune de la couronne,. Cette aire regroupe 1 929 communes,.

### Lieux-dits et écarts
La commune compte 25 lieux-dits administratifs répertoriés consultables ici

### Occupation des sols
L'occupation des sols de la commune, telle qu'elle ressort de la base de données européenne d’occupation biophysique des sols Corine Land Cover (CLC), est marquée par l'importance des forêts et milieux semi-naturels (47,1 % en 2018), en augmentation par rapport à 1990 (37 %). La répartition détaillée en 2018 est la suivante : 
zones urbanisées (39,9% ), forêts (36,2% ), eaux continentales (13,1% ), milieux à végétation arbustive et/ou herbacée (10,8 %).
Parallèlement, L'Institut Paris Région, agence d'urbanisme de la région Île-de-France, a mis en place un inventaire numérique de l'occupation du sol de l'Île-de-France, dénommé le MOS (Mode d'occupation du sol), actualisé régulièrement depuis sa première édition en 1982. Réalisé à partir de photos aériennes, le Mos distingue les espaces naturels, agricoles et forestiers mais aussi les espaces urbains (habitat, infrastructures, équipements, activités économiques, etc.) selon une classification pouvant aller jusqu'à 81 postes, différente de celle de Corine Land Cover,,. L'Institut met également à disposition des outils permettant de visualiser par photo aérienne l'évolution de l'occupation des sols de la commune entre 1949 et 2018.

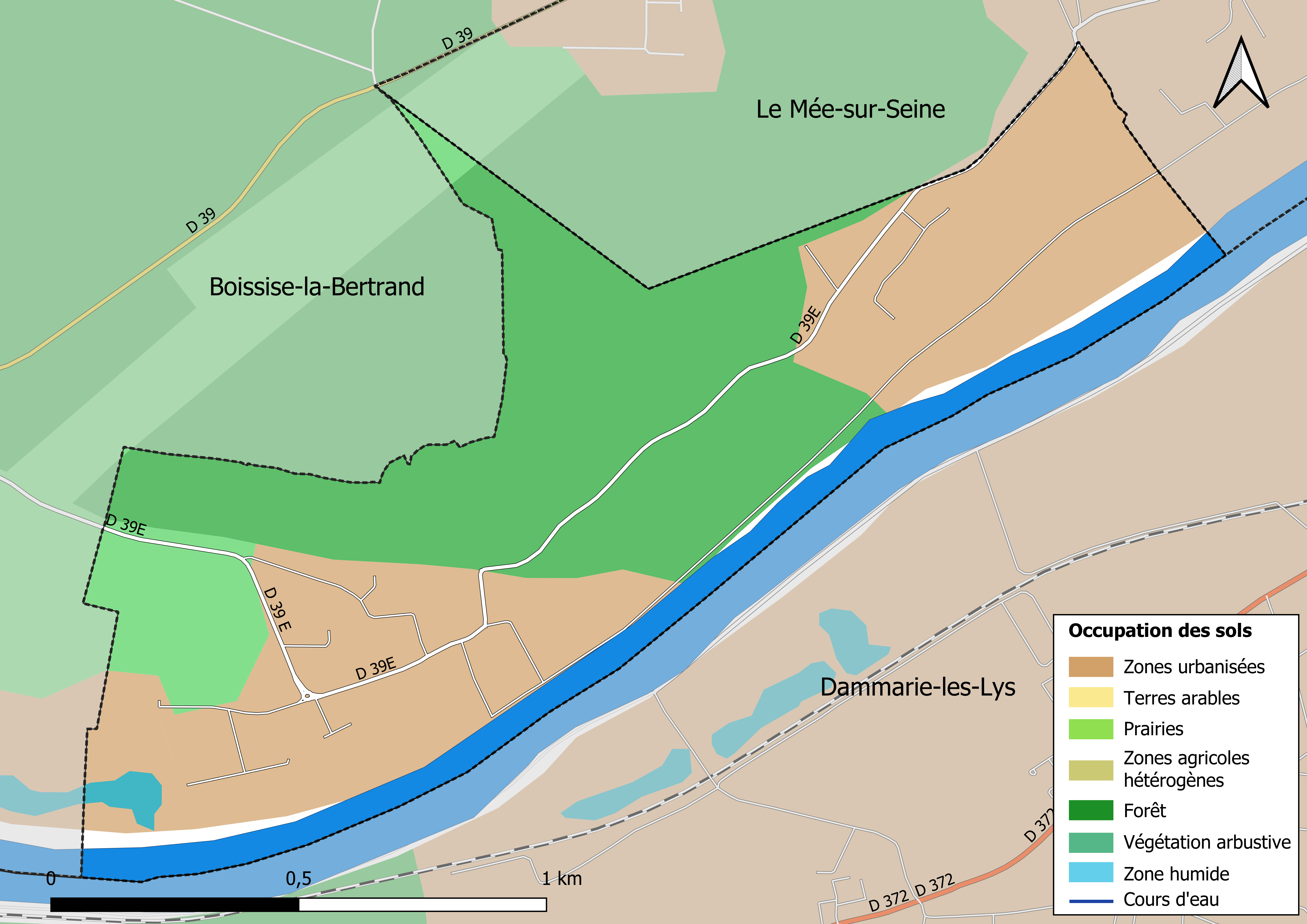
Carte des infrastructures et de l'occupation des sols en 2018 (CLC) de la commune.
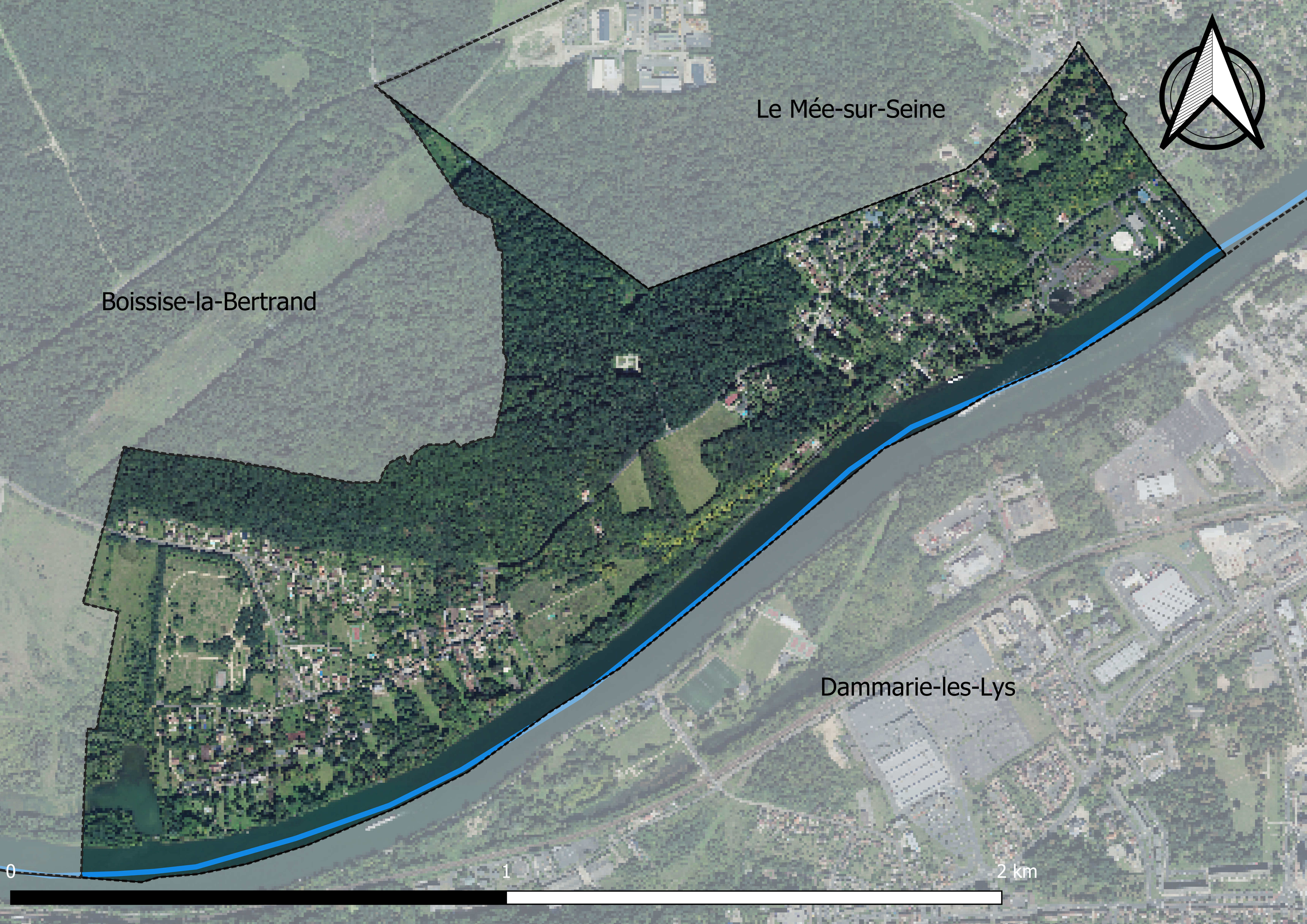
Carte orhophotogrammétrique de la commune.

### Planification
La loi SRU du 13 décembre 2000 a incité les communes à se regrouper au sein d’un établissement public, pour déterminer les partis d’aménagement de l’espace au sein d’un SCoT, un document d’orientation stratégique des politiques publiques à une grande échelle et à un horizon de 20 ans et s'imposant aux documents d'urbanisme locaux, les PLU (Plan local d'urbanisme). La commune est dans le territoire du SCOT Région melunaise, dont l'élaboration a été engagée de 2013 à 2015, puis poursuivie à partir de 2017 sur un périmètre différent et porté par la communauté d'agglomération Melun Val de Seine.
La commune, en 2019, avait engagé l'élaboration d'un plan local d'urbanisme.

### Logement
En 2016, le nombre total de logements dans la commune était de 
196 dont 90,1 % de maisons et 9,9 % d’appartements.
Parmi ces logements, 81,6 % étaient des résidences principales, 7,7 % des résidences secondaires et 10,7 % des logements vacants.
La part des ménages fiscaux propriétaires de leur résidence principale s’élevait à 81,8 % contre 14,5 % de locataires et 3,8 % logés gratuitement,.

### Voies de communication et transports

#### Transports
La commune est desservie par les lignes 3634, 3651 et 3652 du réseau de bus Grand Melun.

## Toponymie
Le nom de la localité est mentionné sous les formes Apud Buxetam vers 1145, ; Boisettes vers 1380, ; Boissettes lez Meleun en 1429, ; Boissettes en 1514, ; La Boissette en 1603, ; Boisset en 1675,.
Le nom de Boissettes, diminutif de Boissise, semble provenir du latin buxus, « buis » (« petit ensemble de buis »), ou boscus, « bois », c'est à-dire « endroit boisé », « situé dans les bois », étymologie qui se trouve parfaitement justifiée par la position du village.

## Histoire
La seigneurie de Boissettes appartient jusqu'au début du XIVe siècle à la maison de Melun, puis passe dans celle de Pouilly-le-Fort en 1338. Boissettes a connu une période illustre au XVIIIe siècle avec la production de ses porcelaines, durant une durée limitée, de 1775 à 1781, qui sont aujourd'hui rares et recherchées des connaisseurs. Depuis, les municipalités successives ont su préserver l’identité du village, tout en réalisant des travaux qui ont régulièrement amélioré la qualité de vie de ses habitants : aménagement des bords de Seine, création d’un parcours de santé (avec un tennis), dans un espace boisé repris sur d’anciennes carrières, restauration de l’église du XVIIe siècle, réfection des rues du centre du village.

## Politique et administration
| Période                                  | Période                   | Identité               | Étiquette | Qualité                    |
| ---------------------------------------- | ------------------------- | ---------------------- | --------- | -------------------------- |
| Les données manquantes sont à compléter. |                           |                        |           |                            |
| 1948                                     | 1977                      | Gaston Roland          |           | Quincaillier               |
| avant 1981                               |                           | Aimery de Montalembert |           |                            |
| Les données manquantes sont à compléter. |                           |                        |           |                            |
| juin 1995                                | mars 2014                 | Jean-Pierre Legrand    | Droite    |                            |
| mars 2014                                | mai 2020                  | Bernard Fabre          |           |                            |
| mai 2020                                 | En cours (au 31 mai 2020) | Thierry Segura         |           | Ancien directeur marketing |

## Équipements et services

### Eau et assainissement
L’organisation de la distribution de l’eau potable, de la collecte et du traitement des eaux usées et pluviales relève des communes. La loi NOTRe de 2015 a accru le rôle des EPCI à fiscalité propre en leur transférant cette compétence. Ce transfert devait en principe être effectif au 1er janvier 2020, mais la loi Ferrand-Fesneau du 3 août 2018 a introduit la possibilité d’un report de ce transfert au 1er janvier 2026,.

#### Assainissement des eaux usées
En 2020, la gestion du service d'assainissement collectif de la commune de Boissettes est assurée par la communauté d'agglomération Melun Val de Seine (CAMVS) pour la collecte, le transport et la dépollution. Ce service est géré en délégation par une entreprise privée, dont le contrat arrive à échéance le 31 décembre 2023,,.
L’assainissement non collectif (ANC) désigne les installations individuelles de traitement des eaux domestiques qui ne sont pas desservies par un réseau public de collecte des eaux usées et qui doivent en conséquence traiter elles-mêmes leurs eaux usées avant de les rejeter dans le milieu naturel. La communauté d'agglomération Melun Val de Seine (CAMVS) assure pour le compte de la commune le service public d'assainissement non collectif (SPANC), qui a pour mission de vérifier la bonne exécution des travaux de réalisation et de réhabilitation, ainsi que le bon fonctionnement et l’entretien des installations,,.

#### Eau potable
En 2020, l'alimentation en eau potable est assurée par la commune qui en a délégué la gestion à l'entreprise Veolia, dont le contrat expire le 31 décembre 2020,,.

## Population et société

### Démographie
L'évolution du nombre d'habitants est connue à travers les recensements de la population effectués dans la commune depuis 1793. Pour les communes de moins de 10 000 habitants, une enquête de recensement portant sur toute la population est réalisée tous les cinq ans, les populations de référence des années intermédiaires étant quant à elles estimées par interpolation ou extrapolation. Pour la commune, le premier recensement exhaustif entrant dans le cadre du nouveau dispositif a été réalisé en 2005.

En 2022, la commune comptait 432 habitants, en évolution de +6,4 % par rapport à 2016 (Seine-et-Marne : +3,92 %, France hors Mayotte : +2,11 %).
| 1793 | 1800 | 1806 | 1821 | 1831 | 1836 | 1841 | 1846 | 1851 |
| ---- | ---- | ---- | ---- | ---- | ---- | ---- | ---- | ---- |
| 186  | 213  | 163  | 194  | 174  | 146  | 156  | 145  | 116  |

| 1856 | 1861 | 1866 | 1872 | 1876 | 1881 | 1886 | 1891 | 1896 |
| ---- | ---- | ---- | ---- | ---- | ---- | ---- | ---- | ---- |
| 132  | 138  | 130  | 155  | 133  | 126  | 122  | 123  | 107  |

| 1901 | 1906 | 1911 | 1921 | 1926 | 1931 | 1936 | 1946 | 1954 |
| ---- | ---- | ---- | ---- | ---- | ---- | ---- | ---- | ---- |
| 128  | 114  | 112  | 74   | 84   | 164  | 114  | 118  | 150  |

| 1962 | 1968 | 1975 | 1982 | 1990 | 1999 | 2005 | 2006 | 2010 |
| ---- | ---- | ---- | ---- | ---- | ---- | ---- | ---- | ---- |
| 157  | 265  | 289  | 387  | 455  | 427  | 430  | 422  | 464  |

| 2015 | 2020 | 2022 | - | - | - | - | - | - |
| ---- | ---- | ---- | - | - | - | - | - | - |
| 412  | 413  | 432  | - | - | - | - | - | - |

### Enseignement
La commune ne dispose pas d’école primaire publique (maternelle ou élémentaire).

## Économie

### Revenus de la population et fiscalité
En 2017, le nombre de ménages fiscaux de la commune était de 160, représentant 355 personnes et la  médiane du revenu disponible par unité de consommation  de 31 410 euros.

### Emploi
En 2017, le nombre total d’emplois dans la zone était de 73, occupant 139 actifs  résidants.
Le taux d'activité de la population (actifs ayant un emploi) âgée de 15 à 64 ans s'élevait à 65,3 % contre un taux de chômage de 5,9 %.
Les 28,8 % d’inactifs se répartissent de la façon suivante : 11,6 % d’étudiants et stagiaires non rémunérés, 10,6 % de retraités ou préretraités et 6,6 % pour les autres inactifs.

### Entreprises et commerces
En 2015, le nombre d'établissements actifs était de 31 dont 3 dans l’industrie, 6 dans la construction, 18 dans le commerce-transports-services divers et 4  étaient relatifs au secteur administratif.
Ces établissements ont pourvu 76 postes salariés.

## Culture locale et patrimoine

### Lieux et monuments
Autour du vieux village dont l’origine remonte au XIVe siècle, se trouvent son église, sa mairie, ses grandes propriétés des XVIIIe et XIXe siècles à fleur d’eau (château de Boissettes) et ses vieilles maisons qui ont gardé leur charme d’autrefois.
Boissettes fut au XVIIIe siècle le siège d'une manufacture de porcelaine.

### Personnalités liées à la commune
- Georges Peignot
- Général baron de Saint-Rémy[réf. nécessaire]
- Justin Clinchant
- Lucien Rosengart
- Saint-Granier
- Paul Gillon
- Jean Rivier
- Othon Friesz